# Nathan Never
Nathan Never és una sèrie de còmics de ciència-ficció centrada en el personatge homònim, ideada per Michele Medda, Antonio Serra i Bepi Vigna i publicada des del juny de 1991 per Sergio Bonelli Editore, que mai havia publicat còmics de ciència-ficció. La sèrie va aconseguir immediatament un gran èxit, venent 300.000 còpies al mes i es va mantenir, durant més de deu anys, per sobre de les 180.000 còpies mensuals mitjanes; el 2016, les vendes, en canvi, al voltant de 30.000 còpies al mes. Publicat ininterrompudament des dels seus inicis, ha superat els tres-cents cinquanta números i també ha estat traduït a diverses llengües.

## Argument
Les aventures de Nathan Never estan ambientades en un futur no gaire llunyà, en un món devastat per les terribles catàstrofes del 2024, i expliquen la història d'un detectiu que treballa per a l'Agència Alfa, una de les moltes agències d'investigació privades que s'han unit a la policia en la lluita contra el crim.Part de la humanitat s'ha traslladat a estacions en òrbita capaces de produir el que també necessita la Terra, i per això exigeixen una independència que la Terra no vol concedir, provocant una guerra amb les estacions òrbites. Nathan Never viu en una megalòpolis coneguda com a East City a la costa est dels Estats Units aproximadament un segle després de la gran catàstrofe. El món està molt contaminat i la societat està dominada per la tecnologia i els mitjans de comunicació. Nathan Never, com a agent especial, es troba al centre de les trames de detectius clàssiques en un escenari de Blade Runner on el protagonista no és un heroi tradicional sinó que «potser és només un ésser humà en un món cada cop menys humà», tal com defineixen els autors. Ells mateixos. La seva vida es va veure afectada per una tragèdia personal, provocada per un criminal que va matar la seva dona Laura i va segrestar la seva filla Ann, que es va convertir en autista a conseqüència del trauma.
Altres personatges recurrents de la sèrie són el geni informàtic polonès Sigmund Baginov, el primer agent d'Alfa Legs Weaver i el cap de l'agència Edward Reiser, però amb el temps s'hi afegiran altres personatges, creant un univers complex i coherent que es desenvoluparà al llarg de diversos diaris. Durant els primers números del capçal es perfilen els personatges més importants i es defineix l'univers narratiu, a més de fer de la seva aparició enemics que tornaran diverses vegades, com Aristòtil Skotos i el seu fill Kal, Raven, la Germandat de l'Ombra, els tecnodroides. i Athos Than. El primer número de la sèrie, "Alpha Special Agent", presenta el tema dels androides i les tres lleis de la robòtica, extretes de les sagues robòtiques d'Isaac Asimov.
La gran novetat que aporta la sèrie dins la producció de Bonelli és la continuïtat narrativa, que fins aleshores es limitava a recordar fets explicats en llibres anteriors. Amb Nathan Never els autors configuren tota la sèrie com un conjunt coherent de llibres en què els esdeveniments narrats en un llibre canvien tot l'univers narratiu i les conseqüències s'expliquen en episodis posteriors com en algunes produccions de còmics estrangeres. L'evolució de la història desenvolupada en els primers anys de la sèrie (la saga dels ultra sapiens) ja s'havia definit abans del seu debut als quioscos. Aquesta característica s'ha mantingut a la sèrie.

## Creadors
Les històries de Nathan Never han estat creades per nombrosos autors entre els quals, a més dels creadors de les portades Claudio Castellini, Roberto De Angelis i Sergio Giardo, hi ha els següents: Mario Alberti, Andrea Artusi, Mario Atzori, Giuseppe Barbati, Dante Bastianoni, Francesco Bastianoni, Carlo Bellagamba, Max Bertolini, Germano Bonazzi, Andrea Bormida, Ivan Calcaterra, Andrea Cascioli, Stefano Casini, Onofrio Catacchio, Leone Cimpellin, Silvia Corbetta, Gianmauro Cozzi, Mariano De Biase, Simona Denna, Paolo Di Clemente, Nando i Denisio Esposito, Maurizio Gradin, Fabio Jacomelli, Mario Jannì, Luca Casalanguida, Patrizia Mandanici, Nicola Mari, Stefano Martino, Guido Masala, Sergio Masperi, Ernestino Michelazzo, Andrea Mutti, Giancarlo Olivares, Oskar, Davide Perconti, Giacomo Pueroni, Matteo Resinanti, Pino Rinaldi, Francesco Rizzato, Valentina Romeo, Mario Rossi, Gigi Simeoni, Romeo Toffanetti, Gino Vercelli, Roberto Zaghi[.